# Gastwirtpfandrecht
Das Gastwirt- und Hotelierpfandrecht ist ein gesetzliches Pfandrecht, das dem Gastwirt als Sicherheit für seine fälligen Forderungen gegen Gäste zusteht und sich auf die von den Gästen eingebrachten Sachen erstreckt. Der Gastwirt oder Hotelier darf den bei Nichtbezahlung drohenden Vermögensnachteil durch Pfändung der vom Gast eingebrachten Sachen ausgleichen.

## Allgemeines
Das deutsche Zivilrecht räumt einigen Unternehmern zu Gunsten ihrer unbezahlten, fälligen Leistungen ein gesetzliches Pfandrecht ein. Es handelt sich dabei um Unternehmer, in deren Herrschaftsbereich bewegliche Sachen gelangen, die durch den Schuldner eingebracht werden. Dazu gehört neben dem Werkunternehmer auch der Gastwirt und Hotelier. Die zentrale Vorschrift des § 704 BGB sieht vor, dass Gastwirten und Hoteliers ein Pfandrecht für ihre fälligen Forderungen aus Gastwirt- oder Beherbergungsvertrag an den eingebrachten Sachen des Gastes zusteht. Es handelt sich um ein gesetzliches Pfandrecht, das automatisch gilt, also nicht erst im Hoteliervertrag ausdrücklich vereinbart werden muss. Dem Gast ist meist nicht bewusst, dass auf vielen von ihm ins Hotel oder in die Gastwirtschaft mitgebrachten Sachen latent ein Pfandrecht lastet.

## Voraussetzungen
Wie bei allen gesetzlichen Pfandrechten, so müssen auch beim Gastwirtpfandrecht die gesetzlichen Voraussetzungen erfüllt sein, damit der Gastwirt sein Pfandrecht auch durchsetzen kann.
- Bewegliche Sachen:

Vom Pfandrecht werden nur bewegliche Sachen und Inhaberpapiere erfasst, nicht dagegen Orderpapiere oder Rektapapiere (z. B. Sparbücher). Sie müssen in den Herrschaftsbereich des Gastwirts gelangen (also in das Hotel und Hoteleinrichtungen wie Hotelgaragen).
- Eigentum:

Die Sachen müssen Alleineigentum des Gastes sein, bloßer Besitz (etwa Leasing, Miete) reicht hingegen nicht aus. Unter Eigentumsvorbehalt dem Gast gelieferte Sachen unterliegen hinsichtlich des Anwartschaftsrechts dem gesetzlichen Pfandrecht, sofern sie eingebracht wurden. Mit vollständiger Bezahlung der Vorbehaltsware setzt sich das Pfandrecht am Eigentum fort. Ein Pfandrecht entsteht jedoch nicht, wenn Vorbehaltswaren vor ihrer Einbringung auf das Hotelgrundstück sicherungsübereignet wurden (betrifft insbesondere kreditfinanzierte Kfz).
- Pfändungsschutz:

Nicht dem Gastwirtpfandrecht unterliegen alle dem Gast gehörenden Sachen, die unpfändbar sind (§ 562 Abs. 1 Satz 2 BGB). Hierzu zählen u. a. die dem persönlichen Gebrauch oder dem Haushalt dienenden Sachen, insbesondere Kleidungsstücke, „soweit der Schuldner ihrer zu einer seiner Berufstätigkeit und seiner Verschuldung angemessenen, bescheidenen Lebens- und Haushaltsführung bedarf“ (§ 811 Abs. 1 ZPO).
- Einbringen:

Das Pfandrecht entsteht an solchen Sachen, die mit Willen des Gastes während seines Aufenthaltes in den Herrschaftsbereich der Hotel- oder Gastwirträume hineingeschafft werden.
- Wegnahme:

Werden eingebrachte Sachen aus dem Herrschaftsbereich entfernt, erlischt das Gastwirtpfandrecht (§ 704 Satz 2 BGB, i. V. m. § 562a Satz 1 BGB), es sei denn, dies erfolgt ohne Wissen oder unter berechtigtem Widerstand des Gastwirts. Für Ausgleich sorgt § 562b Abs. 2 Satz 1 BGB (i. V. m. § 704 Satz 2 BGB), der dem Gastwirt einen Anspruch auf Zurückschaffung der Sachen zuspricht. Das Pfandrecht bleibt hier zunächst wirksam, erlischt jedoch nach Ablauf eines Monats seit Kenntnis über die Entfernung, sofern der Gastwirt seinen Anspruch auf Zurückschaffung nicht gerichtlich geltend macht (§ 562b Abs. 2 Satz 2 BGB). Wird die Sache nur zeitweise entfernt (z. B. Kfz in Hotelgarage wird zu Ausflügen benutzt), so entsteht das Pfandrecht nach Rückkehr der Sache neu.

## Strenge Akzessorietät
Das – zunächst – besitzlose Pfandrecht des Gastwirts erstreckt sich ausschließlich auf die Forderungen aus dem Gastwirt- oder Hoteliervertrag (Hotelmiete, Nebenleistungen, Speisen und Getränke, Beschädigungen im Hotel). Diese Forderungen müssen entstanden und fällig sein. Andere Forderungen werden indes hiermit nicht gesichert.

## Durchsetzung
Werden die fälligen Forderungen des Gastwirts oder Hoteliers nicht oder nicht vollständig bezahlt, so kann der Gastwirt der Mitnahme der vom Gast eingebrachten Sachen unter obigen Voraussetzungen widersprechen und von seinem Pfandrecht durch Inbesitznahme Gebrauch machen. Pfandreife tritt ein, sobald die gesicherte Forderung fällig geworden ist. Durch die so genannte Pfandverstrickung erlangt der Hotelier als Pfandgläubiger die Verfügungsmacht über die gepfändeten Gegenstände, die den Gast gegen Strafandrohung von einer weiteren Verwendung oder Mitnahme ausschließt (ansonsten Verstrickungsbruch; § 136 StGB). Dann darf die Verwertung des Pfandrechts durch Pfandverkauf erfolgen (§ 1228 BGB). Der Regelfall ist die öffentliche Versteigerung nach § 1235 BGB, wobei die erzielten Versteigerungserlöse zum Ausgleich der Forderungen dienen.
Der Hotelier darf auch durch einen Hotelportier oder anderes Hotelpersonal – als seinem Vertreter – gemäß § 704 BGB i. V. m. § 562b Abs. 1 BGB der Entfernung des mitgebrachten Gepäcks des Gastes widersprechen, sofern es sich um der Pfändung unterworfene Sachen handelte. Bringt der Gast sein Gepäck aus dem Hotel heraus, hat er möglicherweise das gesetzliche Pfandrecht des Hotelinhabers beeinträchtigt und damit dem Hotelinhaber einen Vermögensnachteil zugefügt; denn das Pfandrecht gehört als ein Vermögensrecht zum Vermögen des Hotelinhabers. Allerdings steht dem Gastwirt kein Selbsthilferecht zur Befriedigung der Hotelforderung (§ 230 Abs. 1 BGB) und auch nicht zur Vermeidung von Beweisschwierigkeiten zu. Der Gastwirt hat jedoch das Recht, im Rahmen der Notwehr auch mit Gewalt die Mitnahme der gepfändeten Sachen durch den Gast zu verhindern (§ 32 StGB).